# Магальяес, Иона
Иона Магальяеc (порт. Yoná Magalhães, Yoná Magalhães Gonçalves Mendes da Costa; 7 августа 1935, Рио-де-Жанейро — 20 октября 2015, там же) — бразильская актриса театра, кино и телевидения.

## Биография
В 1954 году начала карьеру на радио Реде-Тупи. Вскоре перешла на телевидение. Снималась в теленовеллах, благодаря чему знакома и российскому зрителю. Иона была замужем за продюсером Луисом Аугушту Мендесом, от этого брака есть сын — Маркус Мендес. После рождения сына переехала из Рио-де-Жанейро в Баии (штат Сальвадор), продолжила работать. В 1964 году сыграла роль Росы в фильме «Бог и дьявол на земле Солнце» режиссёра Глаубера Роша.
В театре работала с различными бразильскими авторами: Висенте Перейра, Нелсон Родригеш, Плиний Маркус, Гильерме Фигейреду, Мигель Фалабелла, Педру Блох, Алсиони Араужо и Карлуш Е. Невис. Тем не менее, Магальяес больше работала на телевидении, принимая участие в телепроектах.
В 1964 году, по возвращении на киностудию, получила приглашение от актрисы Наталии Тимберг на работу в спектакле Свадебное платье, режиссёра Нельсона Родригеша (постановка в Муниципальном театре). Также участвовала в постановках «Террор и страдания в Третьем рейхе», режиссёра Бертольта Брехта и «Физики» Фридриха Дюрренматта.
Популярность пришла к актрисе в марте 1966 года после приглашения в сериал Я покупаю эту женщину (1966), по сценарию Глории Магадан, основанному на романе «Граф Монте-Кристо» Александра Дюма-старшего, где сыграла в паре с актёром Карлушом Альберту. Актриса также играла роли в других сериалах по сценариям Глории Магадан: Шейх Агадир (1966), с Лейлой Диниз и Мариетой Северо; Тень Ребекки (1967), Запретный человек (1968), Кошка в норке (1968/1969) с Тарсисиу Мейра и Жеральду дель Рэем и Мост вздохов (1969). Иона Магальяес и Carlos Alberto создали самый известный дуэт бразильского телевидения. После успеха в теленовеле «Роке Сантейро» (1985—1986) 49-летняя актриса снялась обнажённой для журнала «Плейбой».
В 1990—1991 годах Иона Магальяеш сыграла в сериале Моя любовь, моя печаль в роли Валентины Вентурини. В сериале Новая жертва 1995 года она сыграла роль Кармелы (Кака) Феррету ди Васконселуш, заслужив известность в России.
В 1999 году сыграла роль Бибианы в сериале Тихие страсти Магдалены.
В 2004—2005 годах сыграла роль Флавианы в сериале Хозяйка судьбы по мотивам нашумевшего романа Агиналду Силвы.
В дальнейшем играла в сериалах Тропический рай, в роли Вержинии, Дневник соблазнителя, Колыбель кота, Пощечины и поцелуй — в роли Леды.
Последнюю роль (Глория Паиш) она сыграла в сериале Хорошая кровь 2013 года по роману Марии Аделаиды Амарал и Винсента Виллари.
Иона Магальяес скончалась утром в 10:05 20 октября 2015 года в Рио-де-Жанейро. До этого она была госпитализирована 18 сентября из дома престарелых в Санта-Иосифе. Она находилась в реанимации больницы Гавеа в Южном Рио из-за проблем с сердцем. Была проведена хирургическая операция, но сердце актрисы её не выдержало. Похоронная служба состоялись на кладбище Карму Мемориал (Рио-де-Жанейро), тело было кремировано там же в 13:30.

## Телесериалы
- 2013 — Холодная кровь / (порт. Sangue Bom) — Glória Pais
- 2011 — Пощечины и поцелуй / (порт. Tapas & Beijos) — Leda
- 2009 — Колыбель кота / (порт. Cama de Gato (telenovela)) — Adalgisa
- 2009 — Снова новый / (порт. Tudo Novo de Novo) — Esther
- 2008 — Китайский бизнес / (порт. Negócio da China) — Suzete Noronha
- 2008 — Дневник соблазнителя / (порт. Dicas de Um Sedutor) — Eliana
- 2007 — Тропический рай / (порт. Paraíso Tropical) — Virgínia Batista
- 2005 — Тяжелый груз / (порт. Carga Pesada) — Edna
- 2005 — Осторожно! Бар открывается / (порт. Sob Nova Direção) — Daslusa Fragoso
- 2004 — Хозяйка судьбы / (порт. Senhora do Destino (Telenovela)) — Flaviana
- 2004 — Одно лишь сердце / (порт. Um Só Coração) — Lígia do Amaral
- 2003 — Теперь их черед / (порт. Agora É Que São Elas) — Sofia
- 2001 — Дети Евы / (порт. As Filhas da Mãe) — Violante Ventura
- 2001 — Покровительница / (порт. A Padroeira) — Úrsula
- 1999 — Тихие страсти Магдалены / (порт. Vila Madalena (telenovela)) — Abigail Ramirez (Bibiana)
- 1998 — Однажды… / (порт. Era uma vez... (telenovela)) — Anita
- 1996 — Ангел мой / (порт. Anjo de Mim) — Ivete
- 1995 — Новая жертва / (порт. A Próxima Vítima (telenovela)) — Carmela Ferreto de Vasconcellos
- 1994/99 — Решать вам / (порт. Você Decide)
- 1993 — Мечта моя / (порт. Sonho Meu (Telenovela)) — Magnólia
- 1992 — Прощание для одного / (порт. Despedida de Solteiro (telenovela)) — Lola
- 1990 — Моя любовь, моя печаль / (порт. Meu Bem, Meu Mal (Telenovela)) — Valentina Venturini
- 1989 — Тиета / (порт. Tieta (telenovela)) — Tonha
- 1988 — Новая жизнь / (порт. Vida Nova) — Lalá
- 1987 — Другие / (порт. O Outro) — Índia do Brasil
- 1985 — Роки-святоша / (порт. [Roque Santeiro) — Matilde
- 1984 — Любовь возвращается с любовью / (порт. Amor com Amor se Paga) — Grace (Maria da Graça)
- 1982 — Иммигранты — третье поколение / (порт. Os Imigrantes - Terceira geração) — Mercedita (TV Bandeirantes)
- 1981 — Иммигранты / Os Imigrantes — Mercedes (TV Bandeirantes)
- 1980 — Дульсинея идёт на войну / (порт. Dulcinéa Vai à Guerra) — Pepita (TV Bandeirantes)
- 1980 — Бледный конь / (порт. Cavalo Amarelo) — Pepita (TV Bandeirantes)
- 1979 — Чайки / (порт. Gaivotas (telenovela)) — Maria Emília (TV Tupi)
- 1978 — Сигнал предупреждения / (порт. Sinal de Alerta) — Talita
- 1977 — Волшебное зеркало / (порт. Espelho Mágico) — Nora Pelegrini
- 1976 — Сарамандайя / (порт. Saramandaia) — Zélia Tavares
- 1975 — Крик / (порт. O Grito (telenovela)) — Kátia
- 1975 — На трезвую голову / (порт. Cuca Legal) — Fátima
- 1974 — Гонка за золотом / Corrida do Ouro — Valquíria
- 1973 — Полубог / (порт. O Semideus) — Adriana
- 1972 — Одна роза с любовью / (порт. Uma Rosa com Amor) — Nara Paranhos de Vasconcellos
- 1970 — Просто Мария / (порт. Simplesmente Maria) — Maria (TV Tupi)
- 1969 — Мост вздохов (порт. A Ponte dos Suspiros) — Leonor Dantolo
- 1968 — Кошка в норке / (порт. A Gata de Vison) — Dolly Parker / Meggy Parker
- 1968 — Demian, o Justiceiro — Princesa Surama
- 1967 — Тень Ребекки / (порт. A Sombra de Rebeca) — Suzuki
- 1966 — Шейх Агадир / (порт. O Sheik de Agadir) — Janette Legrand
- 1966 — Я покупаю эту женщину / (порт. Eu Compro Esta Mulher) — Maria Teresa
- 1959 — Трагическая ложь / (порт. Trágica Mentira) — (TV Tupi)
- 1955 — As Professoras — (TV Tupi)

## Мини-сериалы
- 1995 — Engraçadinha… Seus Amores e Seus Pecados — Geni (minissérie)
- 1985 — Grande Sertão: Veredas (minissérie)|Grande Sertão: Veredas — Maria Mutema (minissérie)

## Фильмы
- 1958 — Радость жизни / Alegria de Viver
- 1958 — След грамма / Pista de Grama
- 1964 — Бог и дьявол на земле Солнца / Deus e o Diabo na Terra do Sol — Rosa
- 1965 — Общества кукол / Society em Baby-Doll
- 1967 — Opinião Pública

## Театр
- Terror e Miséria
- Os Físicos
- Socity em Baby
- Os Inimigos Não Mandam Flores
- Balbina de Inhansãn
- Vestido de Noiva
- Mulher Integral
- Falção Peregrino
- Vagas para moças de Fino Trato
- A Partilha
- O Milagre da Santa